# Pastor shiloh
O Pastor Shiloh é uma raça de cão americana que ainda está em desenvolvimento. A raça não é reconhecida por qualquer grande kennel clube, mas pode ser exposta em algumas organizações de raças raras. O nome vem do canil Shiloh, onde a raça foi construída.
Pastores Shiloh são maiores e têm uma linha superior mais reta do que o moderno Pastor alemão; eles são criados pela inteligência, tamanho, e temperamento estável. A sua pelagem pode ser de uma grande variedade e mistura de cores. Eles competem em provas de obediência, agilidade e pastoreio e trabalham como cães de terapia, cães de busca e resgate, guardiões de gado e cães de assistência.

## Características

### Aparência
De acordo com o padrão da raça, o Pastor shiloh deve ter um porte real que mostra inteligência e força. O equilíbrio entre a elegância e a força é a chave para a sua aparência distinta e movimento fluido. Seu tamanho não deve impedir o seu movimento ou a graciosidade.

#### Tamanho padrão
O Pastor Shiloh é poderosamente construído e bem equilibrado e deve ter um porte altivo e suave, sem esforço durante a marcha. O Shiloh macho tem 76 cm ou mais de altura na cernelha, com um mínimo de 71 cm; o macho pesa de 54 a 65 kg com um mínimo de 50 kg. A fêmea é menor, de pé, tem 71 cm ou mais de altura, com um mínimo de 66 cm, e um peso de 45 a 54 kg, com um mínimo de 36 kg. Com seus respectivas proporções, os Shilohs devem parecer mais longos do que altos. Eles são maiores do que o Pastor alemão.

#### Tipos de pelagem
Os Pastores Shilohs vêm em duas diferentes variedades de pelagem: lisa ou pelagem dupla; e a pelagem plush. A pelagem lisa deve ser de comprimento médio e ficar perto do corpo; o pelo no pescoço e nas costas e das pernas da frente e da traseira pode ser mais longo e mais grosso do que em outras áreas. A pelagem externa será densa, reta e dura. A pelagem plush é mais longa, com uma camada macia de subpêlo e uma distintiva "juba", que se estende até o peito. A pelagem do corpo não deve ser superior a 12,5 cm de comprimento, mas terá a difusão no interior das orelhas e atrás das pernas, que não deve ser superior a 7,5 cm de comprimento.

#### Cores de pelagem
Shilohs vêm em uma ampla gama de cores. Eles podem ser bicolores ou coloridos duplos em preto com castanho (tan), dourado castanho, castanho avermelhado, prata, ou sable. Eles também podem ser dourado sólido, prata, vermelho, marrom escuro, cinza escuro ou preto sable. Preto sólido e branco sólido são possíveis, mas para fins de exposições, o nariz, lábios, olhos e pálpebras devem ser preto sólido. Cores azul e vermelho fígado são possíveis, mas não preferíveis, pois são faltas desqualificativas.
Shilohs podem ter uma pequena sombra branca no peito ou branco sobre os dedos, mas o branco em qualquer outra área é uma falta. Para atender o padrão, esta deve se misturar com a cor mais clara de sua pelagem. Cores pálidas, desbotadas são desencorajadas.

### Temperamento
Criados para serem companheiros, os Shilohs são leais e extrovertidos. Muitos dos criadores nos Estados Unidos operam nas grandes fazendas, onde os filhotes são introduzidos a uma grande variedade de animais. Eles foram desenvolvidos para serem gentis e amorosos, capazes de trabalhar com animais e crianças, ao mesmo tempo que possuem treinabilidade para aplicações de trabalho, tais como auxiliares de serviço, obediência, ou pastoreio. Pastores Shiloh são relatados como sendo menos territorial, quando comparado a outras raças de Pastor. Com a devida socialização eles se adaptam facilmente a uma variedade de ambientes e são estáveis. Agressividade  extrema ou timidez são severamente penalizadas no padrão da raça.

## Saúde
Os Pastores Shiloh têm uma esperança de vida média de 9 a 14 anos, semelhante ao Pastor alemão.
Assim como em outras raças de cães de porte grande/gigante, os pastores shiloh podem enfrentar problemas com a síndrome da dilatação vólvulo-gástrica. Quando jovem, é especialmente recomendado que o pastor Shiloh seja alimentado com uma dieta consistente de alimentos de alta qualidade, devido ao seu estômago sensível. Síndrome do supercrescimento bacteriano do intestino delgado também tem sido relatada e pode causar diarréia, dor abdominal, e dificuldade de absorção de nutrientes do alimento. Insuficiência Exócrina Pancreática é outro problema de saúde, embora gerenciável com suplementação de enzimas digestivas. Cada condição é grave e deve ser tratada imediatamente por um médico veterinário.
Embora menos propenso do que o Pastores alemães, o Pastor Shiloh é suscetível a displasia coxofemoral e outras desordens esqueléticas. Devido ao lento crescimento ósseo, se o pastor shiloh é introduzido a atividades extenuantes antes da maturidade que impactam as articulações, ferimentos sérios podem ocorrer. Um exaustivo e detalhado programa de melhoramento genético reduziu consideravelmente a incidência de displasia de anca e de cotovelo.
 A panosteitis pode ocorrer durante uma as fases de crescimento da raça.

## História
O Pastor Shiloh foi desenvolvido por Tina M. Barber do Shiloh  Shepherds (canil), em Nova York, Estados Unidos. Em 1974, ela começou a desenvolver uma nova linhagem de Pastor alemão. Seu objetivo era o de preservar o tipo de cão que ela se lembrava de sua infância na Alemanha: os cães que eram bons cães de companhia para a família, inteligentes, equilibrados tanto fisicamente e mentalmente, e em tamanho grande.
Tina separou seu estoque de fundação do American Kennel Club (AKC), em 1990, e a FIC (Federação de Caninos Internacionais) concordaram em registrar esses cães como uma raça separada. (FIC, não deve ser confundida com a mundialmente-reconhecida Federação Cinológica Internacional, FCI.) O nome escolhido para estes cães foi "Pastor Shiloh" devido ao canil de origem. Pouco tempo depois, o Clube Americano do Pastor Shiloh (SSDCA) foi formado para preservar e proteger o bem-estar e futuro da raça. Em 1991, o International Shiloh Shepherd Registry (ISSR) foi criado e assumiu as funções de registro de pedigrees pela FIC.

### Registros
- Internacional Registro do Pastor Shiloh, Inc. (ISSR) (Ilustrado Padrão da Raça)
- Registro Nacional de criadores de Pastor Shiloh (NSBR) (Padrão da Raça)
- Registro do Pastor Shiloh (TSSR)
- Em todo o mundo Associação da raça Pastor Shiloh LLC (WSSBA)

### Clubes
- Shiloh Pastor Dog Club of America (SSDCA)
- Internacional Siló Cão de Pastor Clube (ISSDC) (Padrão da Raça)